# Tymfi (Gemeindebezirk)
Tymfi (griechisch Δημοτική Ενότητα Τύμφης Dimotiki Enotita Tymfis) ist einer von fünf Gemeindebezirken der Gemeinde Zagori in der griechischen Region Epirus. Im Zuge der Verwaltungsreform 2010 ging er aus der Gemeinde Tymfi hervor und ist zwölf Ortsgemeinschaften untergliedert. Namensgebend ist das Tymfi-Bergmassiv im nördlichen Pindos-Gebirge.

## Lage
Der mit 429 Quadratkilometern flächengrößte Gemeindebezirk liegt im Norden und das Zentrum der Gemeinde. Im Osten liegt der Gemeindebezirk Vovousa, Anatoliki Zafori im Südosten, Kendriko Zagori im Südwesten und Papingo im Nordwesten. Die Gemeinde Konitsa grenzt im Norden an. Mit durchschnittlichen 1036 m über dem Meer ist der Gemeindebezirk einer der höchstgelegenen Griechenlands.

## Geschichte
Die Gemeinde Tymfi (Dimos Tymfiss Δήμος Τύμφης) war von 1997 bis 2010 eine von fünf damaligen Gemeinden der griechischen Präfektur Ioannina mit dem Verwaltungssitz in Tsepelovo. Diese Gemeinde war in Folge der Gemeindereform 1997 aus der Fusion von zwölf Landgemeinden entstanden. Zum 1. Januar 2011 wurde Tymfi mit Vovousa, Anatoliko Zagori, Kendriko Zagori und Papingo zur Gemeinde Zagori fusioniert.

## Verwaltungsgliederung
Der Gemeindebezirk ist in zwölf Ortsgemeinschaften untergliedert, die jeweils aus nur einem Dorf bestehen.
| Ortsgemeinschaft | griechischer Name                     | Code     | Fläche (km²) | Einwohner 2001 | Einwohner 2011 |
| ---------------- | ------------------------------------- | -------- | ------------ | -------------- | -------------- |
| Tsepelovo        | Τοπική Κοινότητα Τσεπελόβου           | 18040501 | 43,932       | 488            | 261            |
| Vradeto          | Τοπική Κοινότητα Βραδέτου             | 18040502 | 30,514       | 023            | 021            |
| Vryochori        | Τοπική Κοινότητα Βρυσοχωρίου          | 18040503 | 49,699       | 109            | 090            |
| Iliochori        | Τοπική Κοινότητα Ηλιοχωρίου           | 18040504 | 23,515       | 040            | 031            |
| Kapesovo         | Τοπική Κοινότητα Καπεσόβου            | 18040505 | 17,953       | 067            | 051            |
| Kipi             | Τοπική Κοινότητα Κήπων                | 18040506 | 19,425       | 110            | 086            |
| Koukoulli        | Τοπική Κοινότητα Κουκκουλίου          | 18040507 | 24,076       | 078            | 039            |
| Laista           | Τοπική Κοινότητα Λαΐστης              | 18040508 | 87,52        | 127            | 060            |
| Leptokarya       | Τοπική Κοινότητα Λεπτοκαρυάς Ζαγορίου | 18040509 | 32,373       | 065            | 032            |
| Negades          | Τοπική Κοινότητα Νεγάδων              | 18040510 | 17,968       | 048            | 019            |
| Skamnelli        | Τοπική Κοινότητα Σκαμνελλίου          | 18040511 | 56,164       | 233            | 095            |
| Frangades        | Τοπική Κοινότητα Φραγκάδων            | 18040512 | 25,900       | 105            | 077            |
| Gesamt           | Gesamt                                | 180405   | 429,039      | 1493           | 862            |